# Gyakuten Saiban: Sono „Shinjitsu”, Igiari!
Gyakuten Saiban: Sono „Shinjitsu”, Igiari! (jap. 逆転裁判 ～その「真実」、異議あり！～) – japoński telewizyjny serial anime emitowany od 2 kwietnia 2016 do 30 marca 2019 na antenie ytv, oparty na serii przygodowych powieści wizualnych o tej samej nazwie tworzonej przez Capcom.
Obok anime powstała również shōnen-manga autorstwa Naoyuki Kageyamy, wydana nakładem wydawnictwa Shūeisha.

## Fabuła
Fabuła oparta jest na pierwszych trzech częściach serii Phoenix Wright: Ace Attorney, przy czym pierwszy sezon był adaptacją dwóch pierwszych (Phoenix Wright: Ace Attorney (jap. 逆転裁判 Gyakuten Saiban) oraz Phoenix Wright: Ace Attorney Justice for All (jap. 逆転裁判2 Gyakuten Saiban 2)), a drugi – trzeciej części serii (Phoenix Wright: Ace Attorney Trials and Tribulations (jap. 逆転裁判3 Gyakuten Saiban 3)). Akcja rozgrywa się w alternatywnym świecie, w którym system sądowy został zmieniony do punktu, w którym procesy w sądach pierwszej instancji muszą trwać nie więcej niż trzy dni. Phoenix Wright jest początkującym adwokatem, który pracuje pod opieką swojego mentora, Mii Fey. Kiedy ona zostaje zamordowana, Phoenix zaprzyjaźnia się z jej młodszą siostrą Mayą, duchową nauczycielką, która może kierować duchy zmarłych. Dołączony przez Mayę, Phoenix kieruje biurami prawnymi Wright & Co. i broni swoich klientów w sądzie, często wtrącając szefów w szeregi prokuratorów, zwłaszcza jego przyjaciela z dzieciństwa, Milesa Edgewortha.

## Produkcja i premiera
Adaptacja anime oparta na serii gier komputerowych została ogłoszona podczas Tokyo Game Show 2015, natomiast jej premiera odbyła się 2 kwietnia 2016 i pierwszy sezon liczył 24 odcinki. Natomiast 15 marca 2018 poinformowano, że anime otrzyma drugi sezon, którego emisja ruszyła 6 października tego samego roku i liczył 23 odcinki.
Łącznie wyprodukowano 47 odcinków w dwóch sezonach (pierwszy wyprodukowany przez studio A-1 Pictures, natomiast drugi – CloverWorks), które zostały wyemitowane na antenie ytv w każdą sobotę o 17.30 (czasu japońskiego JST).
Ponadto odcinki zostały udostępnione na platformie Crunchyroll z angielskimi napisami pod tytułem Ace Attorney.

### Muzyka
| Seria   | Odcinki | Tytuł                                         | Wykonawca              | Źródło  |
| Opening | Opening | Opening                                       | Opening                | Opening |
| ------- | ------- | --------------------------------------------- | ---------------------- | ------- |
| 1.      | 1–13    | „Gyakuten Winner” (jap. 逆転Winner)           | Johnny's WEST          | [ 4 ]   |
| 1.      | 14–24   | „Jinsei wa subarashi” (jap. 人生は素晴らしい) | Johnny's WEST          | [ 4 ]   |
| 2.      | 1–12    | „Never Lose”                                  | Tomohisa Yamashita     | [ 7 ]   |
| 2.      | 13–23   | „Reason”                                      | Tomohisa Yamashita     | [ 7 ]   |
| Ending  |         |                                               |                        |         |
| 1.      | 1–13    | „Message”                                     | Rei Yasuda             | [ 4 ]   |
| 1.      | 14–24   | „Pure Love Chaos”                             | Tokyo Performance Doll | [ 4 ]   |
| 2.      | 1–12    | „Starting Blue”                               | halca                  | [ 7 ]   |
| 2.      | 13–23   | „Beautiful Days”                              | Coalamode.             | [ 7 ]   |

## Spis serii
Dane dotyczące odcinków oraz dat emisji na podstawie materiału źródłowego.
| Seria | Seria | Odcinki    | Premiera serii      | Finał serii      |
| ----- | ----- | ---------- | ------------------- | ---------------- |
|       | 1.    | 1–24 (24)  | 2 kwietnia 2016     | 24 września 2016 |
|       | 2.    | 25–47 (23) | 6 października 2018 | 30 marca 2019    |

## Manga
W lutowym numerze magazynu „V-Jump” (wydanym 19 grudnia 2015) podano do informacji, że w 2016 roku seria doczeka się mangi autorstwa Naoyuki Kageyamy, która będzie współtworzona z firmą Capcom, producenta serii gier Ace Attorney. Pierwszy rozdział został opublikowany 19 marca 2016, zaś ostatni – 21 lipca 2017. Następnie wydawnictwo Shūeisha zebrało i skompilowało do trzech tomów, które były wydawane od 4 października 2016 do 4 września 2017.
| Nr | Data wydania (język japoński) | ISBN (język japoński)  |
| -- | ----------------------------- | ---------------------- |
| 1  | 4 października 2016           | ISBN 978-4-08-880786-7 |
| 2  | 3 lutego 2017                 | ISBN 978-4-08-881012-6 |
| 3  | 4 września 2017               | ISBN 978-4-08-881155-0 |

## Odbiór
Jacob Chapman z serwisu Anime News Network powiedział, że „reakcje publiczności wahały od powściągliwości w najlepszym razie do oburzenia w najgorszym, co zwykle ma miejsce w przypadku drastycznie przerobionych adaptacji” zaznaczając jednak, że oceny nie wynikają z braku wierności, gdyż „produkcja jest niezwykle dokładnie przedstawia fabułę oryginalnej gry, z której usunięto nadmiarowe gagi i szczegóły w celu skrócenia czasu emisji”; Chapman krytycznie ocenił też jakość animacji określając ją jako „z dolnej półki, nieustannie będącą niezgodną z modelami i nieco pokazem slajdów, ale nadal jakoś oglądalną”, choć nie te cechy wskazuje jako główny powód „przytłaczającego rozczarowania”, którym ma być brak immersji charakterystyczny dla gry, w której gracz ma większą szansę utożsamić się z bohaterem próbując rozwiązywać zagadki, a siła rozgrywki polega na nieustannej grze na emocjach. „Anime Ace Attorney przyspiesza ten proces eksploracji, przez co Phoenix Wright zdaje się po prostu kolejną postacią w stylu Sherlocka Holmesa, czy Conana Edogawy w scenerii sądowej, odpalającą dowody i rozbijającą zeznania z prędkością macha, choć gry komputerowe wprost przywołują postać optymistycznego młodego człowieka, który po prostu działają na wyczucie”.